# CHC Airways
CHC Airways is een Nederlandse luchtvaartmaatschappij uit Hoofddorp. De maatschappij, met een vloot van zes vliegtuigen en helikopters, voert vluchten uit in opdracht van grotere luchtvaartmaatschappijen en internationale oliebedrijven. De maatschappij is gesitueerd op Luchthaven Schiphol, Vliegveld de Kooy en heeft hubs op Brussels Airport en Rotterdam The Hague Airport.

## Geschiedenis
De luchtvaartmaatschappij is opgericht in 1945 als Schreiner Airways. Het was toen onderdeel van de Schreiner Aviation Group die werd opgekocht door de Canadian Helicopter Corporation in 2005. Schreiner Airways werd toen CHC Airways.

## Vloot
De vloot van CHC Airways bestond in november 2013 uit de volgende vliegtuigen:
- 1 Bombardier Q Series
- 5 De Havilland Canada DHC-6 Twin Otter